# Idaea rubraria
Idaea rubraria là một loài bướm đêm trong họ Geometridae.